# Округ Ливингстон (Њујорк)
Округ Ливингстон (енгл. Livingston County) је округ у америчкој савезној држави Њујорк. По попису из 2010. године број становника је 65.393.

## Демографија
Према попису становништва из 2010. у округу је живело 65.393 становника, што је 1.065 (1,7%) становника више него 2000. године.
| Група             | 2000.          | 2010.          |
| Белци             | 59.748 (92,9%) | 60.296 (92,2%) |
| Афроамериканци    | 1.938 (3,0%)   | 1.598 (2,4%)   |
| Азијати           | 492 (0,8%)     | 785 (1,2%)     |
| Хиспаноамериканци | 1.459 (2,3%)   | 1.802 (2,8%)   |
| Укупно            | 64.328         | 65.393         |